# Elisha Ben Yitzhak
Pour les articles homonymes, voir Yitzhak.
Elisha Ben Yitzhak (en hébreu : אלישע בן יצחק), né le 4 octobre 1943 dans le kibboutz de Kfar Blum (Israël), est un artiste peintre israélien.

## Biographie
Elisha Ben Yitzhak est né en Israël en 1943. Il étudie les arts à l'École des beaux-arts Bezalel de Jérusalem et à l'Institut d'art Avni à Tel Aviv.
Il déménage en 1985 à Milwaukee, dans le Wisconsin, aux États-Unis.
Ses peintures ont notamment été exposées dans une exposition collective à la Tate Gallery de Londres et à la Biennale de Florence.